# Cristóbal Lander
Cristóbal Lander (ur. 8 czerwca 1975 roku w Caracas, w Wenezueli) – wenezuelski aktor i model.
W 2000 r. był pierwszym finalistą Mr. Venezuela.
26 maja 2007 r. poślubił aktorkę i modelkę Gaby Espino. Ślub kościelny odbył się 13 czerwca 2007 roku w Caracas w kościele Iglesia la Guadalupe en Las Mercedes. Drużbami byli: Juan Carlos García, Guillermo Pérez, José Leonardo Brito, David Díaz, Yerlin Host i siostry: Espino, Andreína i Nelly. 9 lipca 2007 r. w Caracas Gaby urodziła pierwszą córkę, Orianę. Po dwóch latach rozłąki i nieudanych prób pojednania, 24 marca 2011 roku w sądzie w Caracas oficjalnie wzięli rozwód.
24 lutego 2013 r. ożenił się ponownie z wenezuelską aktorką i modelką Paulą Bevilacqua. Mają syna Cristóbala (ur. 5 marca 2013).

## Filmografia
- 2006: Por todo lo alto jako Rodolfo
- 2007: Bezwstydnice (Sin vergüenza) jako Cristóbal Gonzalez
- 2008: La Vida entera jako Gustavo
- 2009–2010: Fiorella (Pobre Diabla) jako Santiago Rodríguez
- 2011: El Árbol de Gabriel jako Agustín Camejo
- 2012: Dulce Amargo jako Julio César Bueno
- 2014: Corazón Esmeralda jako Luis David León